# Абдулфаттах, Басель Мансурович
Ба́сель Мансу́рович Абдулфатта́х (род. 6 марта 1990, Ленинград) — российский футболист, защитник.

## Биография
Отец Баселя Мансур — сириец, родился в Дамаске, играл в футбол на любительском уровне, в начале 1980-х приехал учиться в СССР в ЛИИЖТ, женился на однокурснице Татьяне, получил второе гражданство. Имя Басель в переводе с арабского означает «храбрый», «бесстрашный». Сам Абдулфаттах арабского не знает, считает себя русским. С шести лет тренировался в школе «Кировца», играл за команду на год старше, тренер — Сергей Валентинович Вараксин. В 2000 году был приглашён Юрием Кантором в СДЮШОР «Смена», тренер — В. Ф. Губарев.
В 14 лет был замечен рядом московских клубов, приглашался в интернаты «Спартака», ЦСКА, «Локомотива», но остался в «Смене». В 2007 году был заявлен за дубль «Зенита», но из-за полученной в межсезонье травмы не провёл ни одной игры. В феврале 2008 провёл первый сбор за дубль, в 2008—2010 годах сыграл за молодёжную команду «Зенита» 69 матчей, забил 4 гола. В 2009 году стал чемпионом молодёжного первенства, в 2010 году — бронзовым призёром. Чемпион России среди юношей 2007 года, неоднократный чемпион Санкт-Петербурга в своей возрастной категории. Учился в РГПУ имени Герцена.
В январе 2011 года был на просмотре в клубе «Спартак-Нальчик», но позже перешёл в «Крылья Советов». В премьер-лиге дебютировал 9 марта в матче 4-го тура против «Локомотива», выйдя на замену на 62-й минуте вместо Олега Самсонова.
В июне 2014 года подписал контракт с клубом «Динамо» Санкт-Петербург.
В январе 2016 года подписал контракт на полгода с сирийским клубом «Аль-Джаиш». После неудачной попытки получить сирийское гражданство в конце 2016 года вернулся в Санкт-Петербург и завершил профессиональную карьеру.
По состоянию на 2020 год — бизнесмен (недвижимость, инвестиции).

### Карьера в сборной
В молодёжной сборной России дебютировал 11 августа 2010 года в отборочном матче на чемпионат Европы против Латвии, выйдя на замену на 90-й минуте вместо Артёма Дзюбы. Сыграл 3 игры на Кубке чемпионов Содружества 2011 года за молодёжную сборную России.

## Достижения
- Чемпион России среди молодёжных команд: 2009
- Чемпион Сирии

## Статистика
| Клуб                      | Сезон                     | Чемпионат | Чемпионат | Кубок | Кубок | Еврокубки | Еврокубки | Итого | Итого |
| Клуб                      | Сезон                     | Игры      | Голы      | Игры  | Голы  | Игры      | Голы      | Игры  | Голы  |
| ------------------------- | ------------------------- | --------- | --------- | ----- | ----- | --------- | --------- | ----- | ----- |
| Крылья Советов            | 2011/12                   | 7         | 0         | 0     | 0     | 0         | 0         | 7     | 0     |
| Всего за «Крылья Советов» | Всего за «Крылья Советов» | 7         | 0         | 0     | 0     | 0         | 0         | 7     | 0     |
| Енисей                    | 2011/12                   | 4         | 0         | 0     | 0     | 0         | 0         | 4     | 0     |
| Енисей                    | 2012/13                   | 3         | 0         | 1     | 0     | 0         | 0         | 4     | 0     |
| Всего за «Енисей»         | Всего за «Енисей»         | 7         | 0         | 1     | 0     | 0         | 0         | 8     | 0     |
| Черноморец                | 2012/13                   | 11        | 2         | 0     | 0     | 0         | 0         | 11    | 2     |
| Черноморец                | 2013/2014                 | 29        | 0         | 0     | 0     | 0         | 0         | 29    | 0     |
| Всего за «Черноморец»     | Всего за «Черноморец»     | 40        | 2         | 0     | 0     | 0         | 0         | 40    | 2     |
| Всего за карьеру          | Всего за карьеру          | 54        | 2         | 1     | 0     | 0         | 0         | 55    | 2     |